# Premiul Globul de Aur pentru cel mai bun film (muzical/comedie)
Premiul Globul de Aur pentru cel mai bun film (muzical/comedie) (Best Motion Picture - Musical or Comedy) este un premiu cinematografic decernat anual din anul 1952 de "Asociația de presă străină de la Hollywood" în cadrul ceremoniei premiilor Globul de Aur.

## Lista filmelor câștigătoare
- 1951: Un american la Paris
- 1952: With a Song In My Heart
- 1954: Carmen Jones
- 1955: Guys and Dolls
- 1956: The King and I
- 1957: Les Girls
- 1963: Tom Jones
- 1964: My Fair Lady
- 1965: Sunetul muzicii
- 1966: Vin rușii, vin rușii!
- 1967: Absolventul (The Graduate)
- 1968: Funny Girl
- 1969: Secretul din Santa Vittoria
- 1970: M*A*S*H
- 1971: Scripcarul pe acoperiș (Fiddler On the Roof)
- 1972: Cabaret
- 1973: American Graffiti
- 1974: The Longest Yard
- 1975: The Sunshine Boys
- 1976: A Star Is Born
- 1977: Adio, dar rămân cu tine (The Goodbye Girl)
- 1978: Heaven Can Wait
- 1979: Breaking Away
- 1980: Coal Miner's Daughter
- 1981: Arthur
- 1982: Tootsie
- 1983: Yentl
- 1984: Idilă pentru o piatră prețioasă (Romancing the Stone)
- 1985: Onoarea familiei Prizzi (Prizzi's Honor)
- 1986: Hannah and Her Sisters
- 1987: Hope and Glory
- 1988: Working Girl
- 1989: Driving Miss Daisy
- 1990: Green Card
- 1991: Beauty and the Beast
- 1992: The Player
- 1993: Mrs. Doubtfire
- 1994: The Lion King
- 1995: Babe
- 1996: Evita
- 1997: As Good As It Gets
- 1998: Shakespeare îndrăgostit
- 1999: Toy Story 2
- 2000: Almost Famous
- 2001: Moulin Rouge !
- 2002: Chicago
- 2003: Rătăciți printre cuvinte (Lost in Translation)
- 2004: Sideways
- 2005: Walk the Line
- 2006: Dreamgirls
- 2007: Sweeney Todd: The Demon Barber of Fleet Street
- 2008: Vicky Cristina Barcelona
- 2009: The Hangover
- 2010: The Kids Are All Right
- 2011: The Artist
- 2012: Les Misérables
- 2013: American Hustle
- 2014: The Grand Budapest Hotel
- 2015: Marțianul
- 2016: La La Land
- 2017: Lady Bird
- 2018: Green Book
- 2019: Once Upon a Time in Hollywood
- 2020: Borat Subsequent Moviefilm
- 2021: West Side Story
- 2022: The Banshees of Inisherin
- 2023: Poor Things
- 2024: Emilia Pérez